# Nhà thờ San Juan (Salvatierra)
Nhà thờ San Juan (Tiếng Tây Ban Nha: Iglesia de San Juan) là một nhà thờ nằm ở Salvatierra/Agurain, Tây Ban Nha. Nó được công nhận là Bien de Interés Cultural năm 1984.